# Печера біля с. Гусельщикове

«Пече́ра» — геологічна пам'ятка природи місцевого значення. Розташовується в Новоазовському районі Донецької області, на околиці села Гусельщикове в трьох метрах від шосе на Новоазовськ. Єдина печера в цьому районі.
Статус пам'ятки природи присвоєно рішенням облвиконкому № 26 від 11 січня 1978. Площа — 0,01 га.
Пам'ятка природи являє собою природну печеру карстового походження довжиною 200–300 метрів. Печера проходить у вапняках понтичного ярусу. У ній є кілька розгалужень. Висота склепіння печери сягає одного метра, в деяких місцях висота склепіння печери 40—50 сантиметрів. Лази в печері вузькі і доступні тільки спелеологам. На підлозі печери вторинні утворення у вигляді товстого шару відкладень глини. Привходова частина печери має дуже сильні ознаки корозії на стінах.
Печера згадується в путівнику «Заповідна природа Донбасу» 1987 року видання.
Вхід у печеру закладений цеглою і закритий на замок металевою решіткою з замком.
У 1987 році була проведена топографічна зйомка печери донецьким спелеоклубом. Донецький спелеоклуб назвав печеру «Новоазовська» і обстежив 45 метрів печери.